# Tephrina nemorivaga
Tephrina nemorivaga là một loài bướm đêm trong họ Geometridae.